# WarBirds
『WarBirds（ウォー・バーズ、略称WB）』は、米国のiEntertainment Network, Inc.（略称iEN）による有料MMO（Massively Multiplayer Online）型オンライン・フライトシミュレーション・ゲームである。
プラットフォームは、Windows PC及びMacintoshである。
第二次世界大戦時に活躍した戦闘機や爆撃機を操作できる。Total Simulation Seriesとして、他に第一次大戦を舞台にした複葉機が主体のDawn of Aces、地上戦が主体のArmored Assaultがある。

## 歴史
商用MMOの元祖であるケスマイのAir WarriorプレイヤーであったHitechは、Air Warriorのフライトモデルに不満を抱き、Confirmed Kill（後のWarBirds）を完成させる。
Confirmed Killは開発途中でライセンス等の問題から、WarBirdsとしてサービスを開始するが、親会社の混乱などから、HitechはPyroらと共に新たなMMOフライトシミュレーションゲーム、Aces Highを完成させる、KillerはWorld War 2 Onlineを立ち上げた。一方WarBirdsは元マイクロプローズ社長ビルによって再生を図ることになった。
後継のAces High同様、自由な空戦を売りにしており、Air Warriorとの類似性がみられる。実際Air Warriorから流れてきている古くからのプレイヤーが多かった。
2010年10月日本語版が公開されて現在に至る。

## 概要
ゲームクライアントは無料でダウンロードできる。ただし、ダウンロードにはユーザー登録が必要になる。
ゲームモードはトレーニング、インスタントアクション、フリーフライト、オンラインゲーム、ミッションエディターの5種類。オンラインゲーム以外はオフライン（無課金）でもプレイ可能。
オンラインゲームをプレイするには課金が必要。料金は最安で月額1,800円より。支払方法はクレジットカード及び電子マネー「Edy」が利用可能である。現在、新規登録ユーザーには30日間オンラインプレイ無料体験サービス中。
オンラインゲームにはWorld War2、メインアリーナ、インスタントアクション、トレーニング等のアリーナが用意されており、もっとも盛況なのはメインアリーナである。
メインアリーナは最大4カ国（Red、Green、Gold、Purple）に分かれ、戦闘機・爆撃機・戦車等を操縦し敵基地を占領していく占領戦である。

## 登場機種
WarBirdsでは、RPS（Rolling Plane Set）と呼ばれるシステムが導入された。これは、ある一定期間ごとに使用できる機種が増えていくものであり、実際の登場年代に概ねあわせて使用できるようになっていた。

### 軍用機

#### 大日本帝国
- 戦闘機
  - 三菱零式艦上戦闘機 二一型 (A6M2) / 三二型（A6M3） / 五二型 (A6M5)
  - 三菱局地戦闘機「雷電」一一型(J2M2) / 二一型（J2M3）
  - 中島一式戦闘機「隼」二型（キ-43-II）
  - 中島二式単座戦闘機「鍾馗」二型乙（キ-44-IIb）
  - 川崎三式戦闘機「飛燕」一型乙（キ-61-Ib）/一型丙（キ-61-Ic）
  - 中島四式戦闘機「疾風」 一型乙 (キ-84-Ib)
- 爆撃機等
  - 愛知九九式艦上爆撃機一一型(D3A1)
  - 中島九七式三号艦上攻撃機(B5N2)
  - 三菱一式陸上攻撃機一一型（G4M1）/二二型(G4M2)

#### アメリカ合衆国
- 戦闘機
  - グラマン F4F -3 / -4 / FM-2
  - グラマン F6F-5
  - チャンス・ヴォート F4U -1 / -1A / -1D / -4 / -4-X:1
  - ベル P-38 F / J / L
  - ベル P-39 D / Q
  - カーチス P-40 B / E / P-400
  - リパブリック P-47 C / D
  - ノース・アメリカン P-51 B / D
  - ノース・アメリカン A-36
- 爆撃機等
  - ボーイング B-17 F / G
  - コンソリデーテッド B-24 D / J
  - ノース・アメリカン B-25 C / H / J
  - ダグラス SBD-5
  - ダグラス TBD-1
- 輸送機
  - ダグラス C-47

#### イギリス帝国
- 戦闘機
  - ホーカー ハリケーン Mk.I / Mk.IIC
  - スーパーマリン スピットファイア Mk.Ia / M03 MK.I / Mk.Ⅴb(I) / Mk.Ⅴb(Ⅱ) / Mk.IXe / Mk.XIV
  - スーパーマリン シーファイア Mk.Ⅱ
  - デ・ハビランド モスキート NF.MkⅡ / FB.Mk.VI
- 爆撃機等
  -  アブロ ランカスター Mk I
  - デ・ハビランド モスキート B.Mk.IV

#### ドイツ第三帝国
- 戦闘機
  - メッサーシュミット_Bf109 E-1 / E-4 / F-1 / F-4 / G-2/ETO / G-6 / G-6/R6 / K-4
  - メッサーシュミット Bf110 C-4b / G-2
  - フォッケウルフ Fw190 A-4 / A-8 / D-9
  - メッサーシュミット Me 262A-1a (ジェット機)
- 爆撃機等
  - ドルニエ Do 17Z
  - ハインケル He 111-H3
  - ユンカース Ju 87 D / G
  - ユンカース Ju 88A-4
- 輸送機
  - ユンカース Ju52/3m

#### イタリア
- 戦闘機
  - マッキ C.202 フォルゴーレ Serie III / Serie VII
  - マッキ C.205 ベルトロ

#### ソビエト連邦
- 戦闘機
  - ラボーチキン La-5 F / FN
  - ラボーチキンLa-7 3
  - ヤコヴレフ Yak-3
  - ヤコヴレフ Yak-9D